# Comunità della Valle di Sole
La Comunità della Val di Sole (C7) è una comunità di valle della provincia autonoma di Trento.
È stata istituita con la legge provinciale n° 3 del 16 giugno 2006 e comprende 13 comuni.

## Geografia fisica
La comunità solandra confina a ovest con la provincia di Brescia, a nord con la provincia autonoma di Bolzano, a est con la Comunità della Val di Non (6) e a sud con la Comunità delle Giudicarie (8).

## Comuni appartenenti
- Popolazione: dati ISTAT aggiornati al 1º gennaio 2010
- Superficie: dati espressi in chilometri quadrati (km²)
- Altitudine: dati espressi in metri sul livello del mare (m s.l.m.)

| Stemma | Comune                                                          | Popolazione | Superficie | Altitudine |
| ------ | --------------------------------------------------------------- | ----------- | ---------- | ---------- |
|        | Caldes (Chjàudes)                                               | 1119        | 20,89      | 697        |
|        | Cavizzana (Chjàvizana)                                          | 259         | 3,35       | 710        |
|        | Commezzadura (Plana de la Comezadùrå)                           | 990         | 22,50      | 850        |
|        | Croviana (Croviànå)                                             | 690         | 5,08       | 721        |
|        | Dimaro Folgarida                                                | 2206        | 36,53      | 766        |
|        | Malé (Malé)                                                     | 2138        | 26,18      | 738        |
|        | Mezzana (Mezànå)                                                | 881         | 27,30      | 940        |
|        | Ossana (Osanå)                                                  | 839         | 25,21      | 1.003      |
|        | Peio (Péi, anche La Valéta per indicare il territorio comunale) | 1894        | 160,50     | 1173       |
|        | Pellizzano (Pliciàn)                                            | 774         | 39,96      | 925        |
|        | Rabbi (Ràbj)                                                    | 1416        | 132,16     | 1095       |
|        | Terzolas (Tergiolàs)                                            | 607         | 5,37       | 755        |
|        | Vermiglio (Verméi)                                              | 1907        | 103,89     | 1261       |

- Dati Provincia TN, su tuttitalia.it.
- Popolazione al 01-01-2010, su statistica.provincia.tn.it.

## Appartenenza linguistica
Il dialetto solandro è parlato in Val di Sole.
Secondo la rilevazione sulla consistenza e la dislocazione territoriale degli appartenenti alle popolazioni di lingua ladina (RCDT) ISPAT del 2021, la popolazione della comunità della Valle di Sole è per il 6,2% appartenente alla lingua ladina. Il 35,5% del totale dei rispondenti nella comunità ha dichiarato di comprendere la lingua ladina, il 15,9 di saperla scrivere.